# Zdenko Adamović
Zdenko Adamović (Osijek, Croacia, 20 de diciembre de 1963) es un exfutbolista croata. Jugaba de delantero y desarrolló la mayor parte de su carrera deportiva en clubes de la antigua Yugoslavia.

## Trayectoria
Comenzó su carrera en 1981 en el HNK Hajduk Split, equipo en el que militó hasta 1985 cuando inició un periplo por diferentes equipos yugoslavos hasta que en 1990, tras finalizar su contrato con el NK Čelik Zenica, se mantuvo dos años inactivo tras los que se mudó a Alemania, donde jugó en el SpVgg Bayreuth y el F. C. Augsburgo en el que se retiró en 1994.

## Clubes
| Club             | País       | Año       | PJ (G) |
| ---------------- | ---------- | --------- | ------ |
| HNK Hajduk Split | Yugoslavia | 1981-1985 | 45 (7) |
| NK Osijek        | Yugoslavia | 1985      | 15 (1) |
| FK Vojvodina     | Yugoslavia | 1986      | 12 (2) |
| HNK Hajduk Split | Yugoslavia | 1986-1987 | 22 (6) |
| NK Osijek        | Yugoslavia | 1988      | 5 (0)  |
| NK Čelik Zenica  | Yugoslavia | 1988-1990 | 25 (3) |
| SpVgg Bayreuth   | Alemania   | 1992-1993 | 14 (9) |
| F. C. Augsburgo  | Alemania   | 1993-1994 |        |